# Первое послание к Коринфянам
Пе́рвое посла́ние к Кори́нфянам (др.-греч. Α΄ Ἐπιστολὴ πρὸς Κορινθίους, лат. Epistula I ad Corinthios) — книга Нового Завета, адресованная Павлом христианской общине греческого города Коринфа. Вопреки названию, это не первое его послание коринфянам (1Кор. 5:9; 2Кор. 2:3).

## Содержание
После отъезда Павла в Коринфе проповедовал Аполлос, который внёс некоторую сумятицу в жизнь общины, в результате чего церковь раскололась на приверженцев апостола Петра, апостола Павла и Аполлоса (1:12). В Послании содержится намерение Павла вторично отправиться в Коринф и упомянут Тимофей, который должен предварить апостола (4:19).
Павел занимает примирительную позицию, настаивая на требовании единства во Христе. Он осуждает также грех общины: сожительство с мачехами (5:1), с проститутками (6:16), тяжбы друг с другом в судах (6:6). Павел напоминает, что среди общины были язычники (12:2), пьяницы и гомосексуалисты (6:9), которые омылись и оправдались именем Иисуса Христа. 7-я глава послания посвящена теме семьи, а 13-я — христианской любви. Павел призывает христианские общины не скупиться на содержание проповедников (9:14) и отправлять деньги на содержание иерусалимской общины (16:3). Он отменяет пищевые запреты, говоря, что всё позволительно в пищу (10:25), кроме того, о чём говорят, что оно «идоложертвенное». Особое внимание он уделяет вечери Господней (10:16).
В описаниях отношения Христа и Бога-Отца у Павла заметен субординационизм (11:3). Сущность христианства и основное содержание Евангелия сводится к воскресению Христа (15:17).
Первое письмо Коринфа было рождено в ответ на вопросы, с которыми сталкивается церковь, живя в культуре, совершенно чуждой христианству. Из содержания письма можно сделать вывод, что, прежде всего, в общине были различные противоречия, поклонение идолам, неправильное общение, семейные проблемы и безнравственность. Это письмо является так называемым «этическим» письмом Павла, поскольку в своём письме он обращается ко многим практическим проблемам христианства в личной жизни и в церкви.
Самый известный отрывок из письма — это глава 13 о любви, которую обычно цитируют на свадьбах. К его известным моментам относятся:
«Если я говорю языками человеческими и ангельскими, а любви не имею, то я — медь звенящая или кимвал звучащий» (13:1).
«Любовь долготерпит, милосердствует, любовь не завидует, любовь не превозносится, не гордится, не бесчинствует, не ищет своего, не раздражается, не мыслит зла, не радуется неправде, а сорадуется истине; всё покрывает, всему верит, всего надеется, всё переносит» (13:4—7).
«А теперь пребывают сии три: вера, надежда, любовь; но любовь из них больше» (13:13).
Хотя часто эти слова апостола Павла относят к отношениям мужа и жены, в ней в действительности говорится о любви не супружеской, а духовной, передаваемой греческим словом агапэ. Все отрывки из Первого Коринфянам, в которых говорится о любви, подразумевают любовь в высшем, духовном её понимании, лишённом полового влечения. Руководствуясь именно такой любовью Бог отдал Своего Сына, чтобы Он мог искупить грехи людей на земле.
Другие известные стихи:
При обсуждении закона о однополых браках часто цитируется следующий отрывок: «Или не знаете, что неправедные Царства Божия не наследуют? Не обманывайтесь: ни блудники, ни идолослужители, ни прелюбодеи, ни малакии, ни мужеложники, ни воры, ни лихоимцы, ни пьяницы, ни злоречивые, ни хищники — Царства Божия не наследуют» (6:9).
Библейский отрывок цитируется из двух заветов одного пола: «Ибо не муж от жены, но жена от мужа и не муж создан для жены, но жена для мужа. Посему жена и должна иметь на голове своей знак власти над нею, для Ангелов. Впрочем ни муж без жены, ни жена без мужа, в Господе. Ибо как жена от мужа, так и муж через жену; все же — от Бога» (11:8—12).
Противники женского священства часто ссылаются на следующий отрывок, который приказывает женщинам хранить молчание в приходе: «Жёны ваши в церквах да молчат, ибо не позволено им говорить, а быть в подчинении, как и закон говорит» (14:34).
Сторонники женского священства, со своей стороны, интерпретируют этот отрывок как относящийся к замужним женщинам, которые не должны болтать в приходе, а позже спрашивают своего мужа о неясных вопросах дома, как говорится в следующем стихе: «Если же они хотят чему научиться, пусть спрашивают о том дома у мужей своих; ибо неприлично жене говорить в церкви» (14:35).

## Дата написания
Послание было написано в Эфесе (16:8) «собственноручно» во время 3-го апостольского путешествия. Датировка времени написания послания варьируется периодом от 54—57. Подлинность послания подтверждают древнейшие свидетельства; в частности св. Климент, папа римский на него ссылается, св. Поликарп Смирнский, умерший в 155 году, приводит из него дословную выдержку.

## Основные темы
- Причина разделения в Коринфской церкви (1:1—17)
- Проповедь креста Христова (1:18—31)
- Оценка апостолом Павлом своей проповеди (2:1—13)
- Душевный, духовный и плотский человек (2:14 — 3:4)
- Христос — основание Церкви (3:5—23)
- Указание, как судить о самих апостолах (глава 4)
- Обличение коринфян за общение с кровосмесником (глава 5)
- Запрет судиться у неверных (6:1—11)
- Обличение чревоугодия и блуда (6:12—20)
- О браке и безбрачии (глава 7)
- О вкушении идоложертвенного (глава 8)
- Права и обязанности апостола (глава 9)
- Об удалении от идольских жертв (глава 10)
- О поведении в Церкви мужчин и женщин (11:1—16)
- Обличение беспорядков на «трапезах Господних» (11:17—34)
- Учение о духовных дарах древней Церкви (глава 12)
- Дар любви (глава 13)
- Дар пророчества и дар языков (глава 14)
- Несомненность факта воскресения Христа (15:1—11)
- Вера в воскресение мёртвых (15:12—34)
- Образ воскресения (15:35—58)
- Распоряжения относительно сбора милостыни для «святых» (16:1—4)
- О намерении апостола Павла прибыть в Коринф (16:5—9)
- Просьба принять Тимофея (16:10—12)
- Призыв к стойкости в вере с любовью (16:13, 14)
- Увещевание быть в «повиновении у своих наставников» (16:15, 16)
- Приветствия (16:17—24)